# Třída Mars
Třída Mars byla třída bojových zásobovacích lodí námořnictva Spojených států amerických, které byly během služby přeřazeny k Military Sealift Command. Celkem bylo postaveno sedm jednotek této třídy.

## Stavba
Celkem bylo postaveno sedm jednotek této třídy. Do služby byly přijaty v letech 1963-1970.
Jednotky třídy Mars:
| Jméno                 | Spuštěna | Vstup do služby    | Status        |
| --------------------- | -------- | ------------------ | ------------- |
| Mars (AFS-1)          | 1963     | 1. prosince 1963   | vyřazena 1998 |
| Sylvania (AFS-2)      | 1963     | 11. července 1964  | vyřazena 1994 |
| Niagara Falls (AFS-3) | 1966     | 29. dubna 1967     | vyřazena 1998 |
| White Plains (AFS-4)  | 1966     | 23. listopadu 1968 | vyřazena 1995 |
| Concord (AFS-5)       | 1966     | 17. listopadu 1968 | vyřazena 2009 |
| San Diego (AFS-6)     | 1968     | 24. května 1969    | vyřazena 1997 |
| San Jose (AFS-7)      | 1969     | 23. října 1970     | vyřazena 2010 |

## Konstrukce
Plavidla pojmula až 7300 tun nákladu. Výzbroj tvořily čtyři 76mm kanóny. K vertikálnímu zásobování sloužily dva vrtulníky CH-46 Sea Knight. Nejvyšší rychlost dosahovala 20 uzlů.